# Diploschistella
Diploschistella är ett släkte av lavar. Diploschistella ingår i familjen Gomphillaceae, ordningen Ostropales, klassen Lecanoromycetes, divisionen sporsäcksvampar och riket svampar.
|                 | Gyalectidium                                                                               |
|                 |                                                                                            |
|                 | Gyalideopsis                                                                               |
|                 |                                                                                            |
|                 | Gyalidea                                                                                   |
|                 |                                                                                            |
|                 | Aderkomyces                                                                                |
|                 |                                                                                            |
|                 | Jamesiella                                                                                 |
|                 |                                                                                            |
|                 | Asterothyrium                                                                              |
|                 |                                                                                            |
| Diploschistella | \| \| Diploschistella athalloides \| \| \| \| \| \| Diploschistella lithophila \| \| \| \| |
|                 | \| \| Diploschistella athalloides \| \| \| \| \| \| Diploschistella lithophila \| \| \| \| |
|                 | Psorotheciopsis                                                                            |
|                 |                                                                                            |
|                 | Phyllogyalidea                                                                             |
|                 |                                                                                            |
|                 | Sagiolechia                                                                                |
|                 |                                                                                            |
|                 | Calenia                                                                                    |
|                 |                                                                                            |
|                 | Diploschistella athalloides                                                                |
|                 |                                                                                            |
|                 | Diploschistella lithophila                                                                 |
|                 |                                                                                            |

|  | Diploschistella athalloides |
|  |                             |
|  | Diploschistella lithophila  |
|  |                             |